# Maurice Martens
Maurice Martens (Aalst, 5 giugno 1947) è un ex calciatore belga, di ruolo difensore.

## Palmarès

### Club
- Campionato belga: 3

Anderlecht: 1966-1967, 1967-1968
RWD Molenbeek: 1974-1975

### Individuale
- Calciatore belga dell'anno: 1

1973